# Redwan Ebrahim
Redwan Salih Ebrahim (27 oktober 1997) is een Ethiopisch wielrenner.

## Carrière
In 2017 won Ebrahim de eerste etappe in de Tour Meles Zenawi. De leiderstrui die hij daaraan overhield raakte hij een dag later kwijt aan Willie Smit. In de derde etappe behaalde hij zijn tweede etappewinst door de massasprint te winnen. In de laatste etappe behaalde Ebrahim genoeg punten om het bergklassement op zijn naam te schrijven.
In februari 2018 werd Ebrahim vijfde in de tijdrit tijdens de Afrikaanse kampioenschappen. Drie dagen later werd hij zeventiende in de wegwedstrijd. In april stond hij aan de start van de Ronde van Limpopo, die voor het eerst op de UCI-kalender stond. In de tweede etappe bleef enkel Andrew Edwards hem voor.

## Overwinningen
2017
1e en 3e etappe Tour Meles Zenawi
Bergklassement Tour Meles Zenawi